# Chance hoch 2
Chance hoch 2 ist ein Stipendienprogramm für Bildungsaufsteiger, das durch Bundeskanzlerin Angela Merkel in den „Nationalen Aktionsplan Integration“ 2012 aufgenommen wurde. Chance hoch 2 ist ein Programm des Prorektorats für Diversity Management und des Akademischen Beratungszentrum Studium und Beruf (ABZ) an der Universität Duisburg-Essen (UDE) und wird durch die Stiftung Mercator und das Ministerium für Kultur und Wissenschaft des Landes Nordrhein-Westfalen finanziert. Gefördert werden Jugendliche aus Nichtakademikerfamilien mit und ohne Migrationshintergrund drei Jahre lang von der Schulzeit bis zum Ende des ersten Studienjahres. Ziel des Programms ist es, die Bildungschancen für als benachteiligt angesehene Jugendliche zu erhöhen und so die Bildungsgerechtigkeit und Chancengleichheit in Deutschland zu verbessern.

## Hintergrund
Wie die PISA- und IGLU-Studien zeigten, nehmen Kinder aus Nichtakademikerfamilien deutlich seltener ein Studium auf, als Kinder aus oberen sozialen Schichten. Dies stellt auch die DSW-Sozialerhebung des Deutschen Studentenwerkes fest. Im Jahre 2009 gelangten 23 % der Jugendlichen aus einkommensschwachen Haushalten an die Hochschulen, wobei 77 % der Jugendlichen aus der oberen Einkommensgruppe studieren.  Auch der Migrationshintergrund spiele eine wesentliche Rolle in Bezug auf den Bildungserfolg.
Wenn von 100 Akademikerkindern drei Viertel ein Hochschulstudium aufnehmen, von 100 Kindern, deren Eltern keine Akademiker sind, aber nur ein Viertel, dann können wir das nicht mit mangelnder Intelligenz erklären. Auf dem Weg bis zum Schulabschluss bleibt viel Potenzial ungenutzt, weil einfach die Unterstützung fehlt. Hier unterstützt 'Chance hoch zwei' vorbildlich mit Beratung, Zuspruch und der Vermittlung von Hochschulerfahrung" – sagte die Wissenschaftsministerin Svenja Schulze bei der Preisverleihung des Programms „Chance hoch 2“ als „Ort des Fortschritts NRW 2016“.

## Programm
„Chance hoch 2“ ist im Jahre 2010 gestartet und nimmt jedes Jahr 25 Schüler auf. Zunächst ist das Programm bis 2022 befristet. Primäres Ziel ist es, talentierte, engagierte und motivierte Jugendliche aus sozial schwächeren Familien zu unterstützen, um ihre Bildungschancen zu verbessern und ihnen die Möglichkeit zu geben, als Erste in ihren Familien zu studieren.
Das Förderprogramm ist dabei in zwei Phasen eingeteilt:

### 1. Phase: Schüler
Die Schüler werden ab der Klasse 11 (G8) oder Klasse 12 (G9 und GS) in das Programm aufgenommen. Dabei beinhaltet „Chance hoch 2“ sowohl  ideelle als auch finanzielle Förderung. Während der Schülerphase bietet „Chance hoch 2“ für die Teilnehmer Seminare und Workshops mit folgenden Schwerpunkten:
- Sprach- und Lernkompetenz (als Vorbereitung auf das Abitur)
- Studienwahlorientierung
- Fachkompetenz (z. B. Probestudium, Schülerstudium)[14]

Außerdem gibt es im Rahmen des Programms ein Mentoringprojekt. Die Jugendlichen werden in kleine Gruppen (3–5 Personen) eingeteilt und jeder Gruppe wird ein Mentor zugewiesen. Die Mentoren können sowohl die Studierende des Programms „Chance hoch 2“ als auch externe Studierende sein. Dabei unterstützen die Mentoren ihre Mentees auf ihrem Bildungsaufstieg, indem sie z. B. ihnen die Universität zeigen oder auch gemeinsam an den kulturellen Freizeitaktivitäten teilnehmen wie z. B. Besuch von Theater, Konzerten und Museen. Ziel des Mentoring ist, die Schüler an die Universität heranzuführen, ihnen die Bildung als Wert zu vermitteln und vor allem sie auf ihrem Aufstiegsweg zu begleiten und ihnen zur Seite zu stehen.  Nicht selten werden ehemalige Mentees in der zweiten Phase des Programms selber zu Mentoren und begleiten die Mentees aus den jüngeren Jahrgängen. Somit ist eine bessere Begleitung gewährleistet, da die Mentoren denselben Weg als Bildungsaufsteiger durchgehen und sich in dieser Rolle gut auskennen.
Des Weiteren haben die Teilnehmern des Programms die Möglichkeit am „Förderunterricht“ der Universität Duisburg-Essen teilzunehmen. Hier erhalten Schüler mit Migrationshintergrund der Sekundarstufe I und II in möglichst homogenen Gruppen von ca. 2–5 Schülern Nachhilfe in verschiedenen Fächern.
Darüber hinaus erhalten die Schüler des Programms monatlich ein Bildungsgeld in Höhe von 50 €, das für Bildung verwendet wird (Laptops, Bücher und Abiturhilfen, Schreibwaren etc.).

### 2. Phase: Studierende
Haben die Teilnehmer das Abitur geschafft und ein Studium aufgenommen, so bietet „Chance hoch 2“ auch weiterhin unterstützende Seminare und Workshops wie z. B. „Kommunikation an der Universität“, „Auslandssemester“, „Wissenschaftliches Schreiben“, „Individuelle Karriereplanung“, „Bewerbungstraining“ etc. Außerdem erhalten die Studierenden ein „Chancenheft“ mit weiteren aktuellen Seminarangeboten und Schulungen der Kooperationspartner an der UDE wie z. B. Veranstaltungen vom „Forum Mündliche Kommunikation“, Crashkurse der „Schreibwerkstatt“, Angebote des „Career Service“ etc.
Des Weiteren steht den Teilnehmern des Programms ein individuelles Coaching  zur Verfügung und eine permanente persönliche Beratung und Betreuung. Darüber hinaus erhalten die Teilnehmer des Programms im ersten Studienjahr ein Stipendium in Höhe von 300 €.

## Auszeichnungen
- Das Programm „Chance hoch 2“ wurde durch Bundeskanzlerin Angela Merkel in den „Nationalen Aktionsplan Integration“ im Jahre 2012 aufgenommen.[1][2]

- Einige Teilnehmer des Programms „Chance hoch 2“ wurden im Rahmen des Wettbewerbs „Macht was draus!“ vom Stifterverband für die deutsche Wissenschaft für ihr soziales Engagement im Mentoringprogramm von „Chance hoch 2“ ausgezeichnet. Die Preisverleihung erfolgte in Berlin am 19. Mai 2015 durch Volker Meyer-Guckel, stellv. Generalsekretär des Stifterverbandes für die Deutsche Wissenschaft, und Johanna Wanka, Bundesministerin für Bildung und Forschung.[20]  „Das Modell der Förderung von Schülern mit Bildungsaufsteigerpotenzial durch erfolgreiche Bildungsaufsteiger an Hochschulen ist ebenso naheliegend wie genial. Durch den Ansatz, Mentees später selbst zu Mentoren zu machen, ist eine hohe Wirksamkeit und Nachhaltigkeit des Projektes sichergestellt.“ – so das Juryurteil in Berlin 2015.[21]

- Am 11. April 2016 wurde  „Chance hoch 2“ durch die Wissenschaftsministerin des Landes Nordrhein-Westfalen, Svenja Schulze,  mit dem Preis „Ort des Fortschritts NRW 2016“ ausgezeichnet. Die Auszeichnung „Ort des Fortschritts“ ist Teil der Forschungsstrategie „Fortschritt NRW“. Die drei Ministerien für Wissenschaft, Wirtschaft und Städtebau vergeben sie an Einrichtungen, die Ökonomie, Ökologie und Soziales innovativ verbinden und damit Fortschritt für die Gesellschaft ermöglichen. Gewürdigt werden Projekte, die die Lebenswelt der Menschen spürbar verbessern. 144 Orte hatten sich 2015 um die Auszeichnung „Ort des Fortschritts“ beworben, 31 wurden ausgewählt.[12][22][23]

## Partner

### Interne Projektpartner
- Universität Duisburg-Essen
- Akademisches Beratungs-Zentrum Studium und Beruf (ABZ): Organisation der Schulkontakte, zahlreiche Angebote für die Zielgruppen der Schüler und Studierenden
- UNIAKTIV – Zentrum für gesellschaftliches Lernen und soziale Verantwortung: Gewinnung, Schulung, Betreuung und Coaching der Mentor für die Schüler
- Fachbereich Geisteswissenschaften: Förderunterricht für Kinder und Jugendliche mit Migrationshintergrund
- Zentrum für Hochschul- und Qualitätsentwicklung (ZfH):

1. Kompetenzteams Hochschuldidaktik und Karriereförderung: Entwicklung und Unterstützung des Tutorenprogramms für die Studierenden
2. Kompetenzteam Evaluation: Unterstützung bei der internen Evaluation

- Zentrum für Lehrerbildung (ZLB): Aufbau von Schulkontakten; Unterstützung bei der Gewinnung von Studierenden als Mentor, u. a. in Zusammenarbeit mit dem Fachbereich Bildungswissenschaften
- Institut für optionale Studien (IOS) – Angebote von Service-Learning-Seminaren in Kooperation mit UNIAKTIV.

### Weitere externe Projektpartner
- Stiftung Mercator
- Ministerium für Kultur und Wissenschaft des Landes Nordrhein-Westfalen
- Hauptstelle RAA NRW/Büro für Interkulturelle Arbeit
- Regionaler Bildungsrat der Stadt Duisburg (Bildungsholding Duisburg)
- Sozial- und Arbeitsmarktpolitische Konferenz der Stadt Duisburg – Mitgliedschaft der UDE in der AG Bildung (Übergang Schule Ausbildung/Beruf)
- Stadt Essen, Geschäftsbereich Jugend, Bildung und Soziales, Mitwirkung an der „1. Kommunalen Bildungskonferenz“
- Interkultureller Bildungs- und Förderverein für Schüler und Studenten (IBFS)
- Schuldirektoren-Konferenzen in der Region Ruhrgebiet
- RAG-Stiftung
- DGB Bildungswerk Bund
- TalentMetropole Ruhr